# 农特龙区
农特龙区（法語：arrondissement de Nontron）是法国新阿基坦大區多爾多涅省所辖的一个区，主要位于该省北部。总面积2097.7平方公里，总人口54425，人口密度26人/平方公里（2017年）。区政府驻地为农特龙。

## 辖区
农特龙区辖有94个市镇。